# Yatasto (película)
Yatasto es una película argentina dirigida por Hermes Paralluelo sobre su propio guion escrito en colaboración con Jimena González Gomeza y Ezequiel Salinas que se estrenó el 16 de febrero de 2012.

## Sinopsis
Es un documental sobre la vida cotidiana de los habitantes de Villa Urquiza, un barrio periférico de la ciudad de Córdoba que pone el foco en tres chicos -Bebo (15 años), Pata (14) y Ricardito (10)-, provenientes de un hogar en el cual la ausencia de la madre y el alcoholismo del padre han hecho que la abuela tome el puesto de jefa de familia, que en un carro tirado por un caballo recorren la ciudad en busca de comida, cartón, papel o cualquier elemento que les permita paliar un poco su precaria situación económica.

## Comentarios
La crónica de Diego Batlle para el diario Clarín afirma que el filme retrata con nobleza, profundidad, rigor y sensibilidad la cotidianeidad de los habitantes de Villa Urquiza que excede, por la categoría de su puesta en escena y la inteligencia de su construcción, el simple marco del documental observacional y concluye:

“Película sobre la paternidad (o, mejor, sobre cómo incide su ausencia), sobre la transmisión de un oficio (el de los carreros o cartoneros) de generación en generación, sobre una familia, sobre un barrio, Yatasto logra una intimidad infrecuente con sus protagonistas (que mantienen ante la presencia de la cámara sus propios códigos y su particular forma de hablar), pero también una dimensión mucho más amplia a la hora de exponer la profunda fractura social que aún subsiste en el país. Sin subrayados ni demagogias, con una honestidad brutal y sin descuidar las mejores herramientas del lenguaje audiovisual, Paralluelo da otro ejemplo contundente del gran momento que atraviesa el nuevo cine cordobés.”

Por su parte el crítico Miguel Frías opina para La Nación que el director se anima - sin estridencias, ni voces explicativas en off, ni músicas piadosas, ni búsqueda de alegorías conmovedoras- a mirar a la pobreza de frente, desde adentro, sin demagogia ni preconceptos ni estereotipos ni golpes bajos: sin hablar en nombre de; con una naturalidad difícil de encontrar en otros documentales intimistas. Habla de personas, con nombres y vidas y sueños postergados, que no se automargina del sistema sino que busca entrar en él (los porqué quedan para otro filme) y logra mostrarlos en su trabajo diario y también en sus vínculos familiares, casi siempre complejos y fragmentados. Los chicos aparecen desenvueltos, olvidados de la cámara, y todo fluye como en cualquier vida, incluso con destellos de humor y esperanza. Aunque el trasfondo sea triste. Como el de esa nena que le dice su hermano -mitad en serio, mitad en broma- que de grande será policía, para encarcelar a su padre y tenerlo más tiempo junto a ella.

## Premios
- Premio Especial del Jurado y Premio de la Juventud Festival de Nueva Caledonia, Oceanía 2011(Anuu-ru aboro – Festival International du Cinéma des Peuples – Accueil)
- Ganadora del Premio FIPRESCI de la Viennale 2011.
- Mención especial por ópera prima en la Competencia Internacional 22° FIDMarseille
- Premio “Mejor Película Argentina 2011 de la Competencia Internacional” – 13° BAFICI, Argentina.
- Premio UNICEF por su contribución a promover los derechos de la infancia y la adolescencia - 13° BAFICI, Argentina.
- Mención especial de la FEISAL - 13° BAFICI, Argentina.
- Ganador de la sección “work in progress” en la edición 20http://commons.wikimedia.org/w/index.php?search=yatasto+pelicula&title=Special%3ASearch10 del BAL (Buenos Aires LAB) en el marco del 12° BAFICI, Argentina.
- Ganador del Fondo Metropolitano de las Artes y las Ciencias, Ciudad de Buenos Aires 2010
- Ganador dentro del 1º Concurso de Documentales 4×4 Hecho en Córdoba 2010, Secretaria de Cultura de Córdoba (Córdoba, Argentina)
- Segundo Concurso Federal de Proyectos de Largometraje, Premio al Desarrollo “Raymundo Gleyzer” del INCAA.